# تنسيق الصفحة

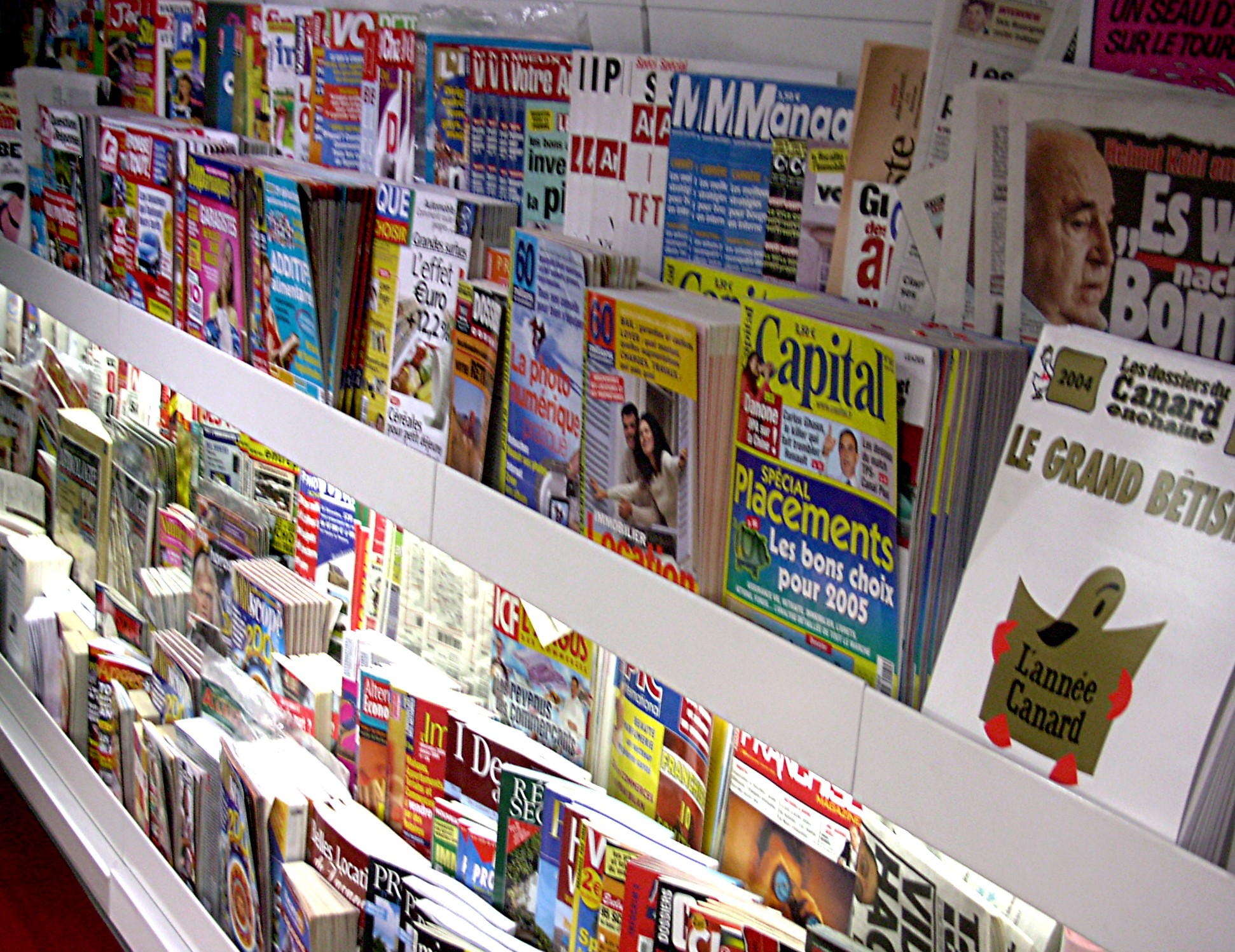

تنسيق الصفحة هو جزء من تصميم الجرافيك يخص ترتيب العناصر المرئية على الصفحة. يتضمن بشكل عام المبادئ التنظيمية للتكوين التي تحقق أهدافًا محددة.
يتضمن تنسيق الصفحة الترتيب العام للنص والصور، وربما حجم أو شكل المحتوى. يتطلب ذلك ذكاءً وإبداعًا، ويستلهم من الثقافة وعلم النفس وما يرغب المؤلفون والمحررون بإيصاله للقراء والتأكيد عليه. تعتبر عمليات ترقيم الصفحات والتنضيد عمليات ميكانيكية وليست فكرية. كانت هذه العمليات تُنفذ بواسطة الاشخاص إلى أن أصبح النشر بواسطة الحواسيب هو المسيطر، وتنجز هذه العمليات في النشر الحديث بشكل تلقائي. قد تنشر الاوراق دون تعديل (مثل دفتر دليل الهاتف) أو قد تعدل بواسطة مصمم جرافيك (من أجل منشور مهم ومكلف للغاية).
كان تصميم الصفحات بشكل مناسب أحد أهم الاعتبارات في المواد المطبوعة، بدءًا من صفحات الكتب المُذهبة التي نسخت يدويًا في العصور الوسطى ثم الانتقال إلى تصميم المجلات والكتالوجات الحديثة المعقدة. تتكون العناصر عادةً من النصوص والصور، وأحيانًا الرسومات النافرة في العناصر التي لا تُطبع بالحبر مثل: القطع بالليزر واختام النقوش.

## تاريخ وتقنيات تنسيق الصفحات

### خصائص الصفحة
تضاف جميع عناصر المخطوطات يدويًا بحيث يمكن للمصمم تحديد التنسيق مباشرةً أثناء إنشاء العمل، وأحيانا باستخدام رسم مسبق كدليل.
تُنحت جميع عناصر الصفحة مباشرة في الخشب في الطباعة الخشبية القديمة، على الرغم من تأجيل اتخاذ بعض القرارات المتعلقة بالخطيط إلى وقت لاحق إذا توسع العمل، مثل قطعة قماش كبيرة.
اخترعت في عصر النهضة طريقة الطباعة بالضغط على الحروف والنمط المتحرك من المعدن البارد، أنجزت مهمة تنضيد الأحرف عن طريق تجميعها باستخدام عصا في لوح طويل. وينشأ أي شكل عن طريق النقش.
تكون الوثيقة الأصلية مخطوطة مكتوبة باليد، إذا نُفذ التنضيد من قِبل شخص آخر غير فنان التنسيق تضاف العلامات إلى المخطوطة مع إرشادات بشأن الكتابة وحجم الخط وما إلى ذلك. (حتى بعد أن بدأ المؤلفون في استخدام الآلات الكاتبة في الستينيات من القرن التاسع عشر كانت النسخ الأصلية لا تزال تسمى المخطوطات وكانت عملية الترميز المستخدمة هي نفسها.)
قد يطبع دليل طباعة بعد المرحلة الأولى من التنضيد من أجل إجراء تصحيح التجارب المطبعية (من خلال تصحيح الأخطاء في النص الأصلي) أو للتأكد من أن جهاز الكتابة قد نسخ المخطوطة وفسر العلامات بشكل صحيح. يبنى التصميم النهائي كنموذج أو شكل باستخدام قطع من الخشب أو المعدن تمثل النص والصور حسب الرغبة مع إطار يعرف باسم الخندق وتسمى الحواف التي تغلق الإطار الزوايا الخارجية. تدعى هذه العملية الحفر وتشمل غالبا ترتيب صفحات متعددة لطباعتها على نفس قطعة الورق والتي تطوى لاحقًا.
أدى اختراع التنضيد المعدني الساخن في عام 1884 إلى تسريع عملية التنضيد عن طريق السماح للعمال بإنتاج خطوط النص كاملة باستخدام لوحة المفاتيح. كانت خطوط النص تنتج عن طريق سكب المعدن المنصهر في قوالب مجمعة مؤقتًا بواسطة آلة التنضيد. وبقيت عملية التصميم كما هي بواسطة المعدن البارد.

### عصر النسخ
أتاحت الطباعة من خلال النسخ للمناطق البيضاء والسوداء في الصورة التحكم في مكان طباعة الحبر في الطابعة. وهذا يعني أنه إذا أمكننا إنشاء نسخة واحدة من الصفحة وتصويرها فيمكن طباعة أي عدد من النسخ. يمكن ضبط الكتابة بكل مسبق على الآلة الكاتبة لتحقيق نتائج احترافية، وهي آلة تنضيد متخصصة. يمكن أن تقوم الآلات بإنتاج أحجام وخطوط مختلفة (بما في ذلك خطوط متناسقة) بالإضافة إلى تقويم النص. يمكن باستخدام الحفر الضوئي نقل الصور الحقيقية إلى الطباعة مباشرة، بدلاً من الاعتماد على النقوش المصنوعة يدويًا.
أصبحت عملية تنسيق الصفحة هي عملية النسخ، سميت بذلك بسبب استخدام الاسمنت اللزج أو المواد اللاصقة الأخرى لنسخ الصور والنصوص فعليًا على الورق. وسميت الاوراق الناتجة باسم الفن الميكانيكي.
اخترع التنضيد الضوئي في عام 1945 بعد اختراع لوحة المفاتيح، صورت الأحرف على صورة فوتوغرافية أساسية، والتي أمكن إرسالها بعد ذلك إلى محل الطباعة مباشرةً، أو تصويرها على ورق الصور الفوتوغرافية للصقها. تطورت هذه الآلات مع الوقت مع اختراع نماذج يحركها الحاسوب وقادرة على تخزين النص على شريط مغناطيسي.

## مقارنة بين الشبكات والقوالب
الشبكات والقوالب هي أنماط تنسيق الصفحة المستخدمة في الحملات الإعلانية والمنشورات متعددة الصفحات ومواقع الويب.
الشبكة عبارة عن مجموعة من الخطوط، يمكن رؤيتها في عملية التصميم ولكنها غير مرئية للمستخدم النهائي، تستخدم لمحاذاة العناصر وتكرارها على الصفحة. قد يوجد مخطط الصفحة ضمن هذه الخطوط استنادًا إلى كم التكرار أو التنويع في نمط التصميم في السلسلة. إن شبكات الخطوط مرنة. قد يتطلب استخدام الشبكة لوضع العناصر على الصفحة نفس مهارة التصميم المطلوبة لتصميم الشبكة نفسها.
في المقابل يعتبر القالب أكثر جمودا. يحتوي القالب عناصر متكررة تكون في الغالب مرئية للمستخدم النهائي. عادةً ما يتطلب استخدام قالب لتنسيق العناصر مهارة تصميم رسومات أقل من المهارة المطلوبة لتصميم القالب. تستخدم القوالب لتعديل عناصر الخلفية والتعديل المتكرر (أو تبديل) للمحتوى الظاهري.
تضم معظم برامج النشر المكتبي شبكات ضمن صفحة مملوءة بخطوط ملونة أو نقاط موضوعة على مسافة أفقية ورأسية محددة ومتساوية. قد تستخدم خطوط الهوامش التلقائية وخطوط الشبكة في جميع صفحات المستند. يمكن وضع خطوط أفقية ورأسية إضافية متعددة في أي نقطة على الصفحة. ويمكن أيضًا وضع أشكال غير مرئية للمستخدم النهائي على الصفحة كإرشادات لتنسيق الصفحة ومعالجة الطباعة أيضًا. تصنع القوالب عن طريق تكرار ملف بيانات القالب، أو تكرار ميزات الصفحة الرئيسية في مستند متعدد الصفحات. قد تتضمن الصفحات الرئيسية عناصر الشبكة وعناصر القالب مثل الرأس والتذييل والترقيم التلقائي للصفحة وميزات إضافة جدول المحتويات التلقائي.

## مقارنة بين تنسيق الصفحة الثابت والمتغير
يسمح التنسيق الثابت بزيادة التحكم في العناصر الجمالية والتطوير الشامل للمحتوى المتداخل غير المنتظم مقارنةً بالتنسيق المتغير. يشار إلى ذلك أحيانًا في تصميم الويب بتنسيق عرضي ثابت، لكن قد يكون التصميم بأكمله قابلاً للتغيير في الحجم مع الحفاظ على النسب الأصلية والتموضع ونمط المحتوى. جميع تنسيقات الصور النقطية هي مخططات، وقد يتضمن التنسيق الثابت نصًا قابلاً للبحث من خلال فصل النص عن الرسومات.
تسمح الصفحات الإلكترونية إجراء تنسيق متغير لتبديل المحتوى أو تخصيص الأنماط أو تغيير حجم النص والصور أو إدراج المحتوى القابل للنسخ بأحجام صفحات متغيرة يشار إليها غالبًا بالتنسيق السلس. غالبا ما يفصل التنسيق المتغير بين العرض التقديمي والمحتوى مما يوفر مزايا إضافية. يعرض التنسيق الديناميكي جميع النصوص والصور في مساحات مستطيلة محددة بالصفوف والأعمدة. تستجيب هذه المناطق لأبعاد الشاشة المختلفة نظرًا لتحديد عرضها وارتفاعها كنسب مئوية من مساحة العرض المتاحة، مما يضمن أقصى استخدام للمساحة المتاحة بشكل تلقائي والحفاظ الدائم على تكيفها بالشكل الأمثل في حالات تغيير حجم الشاشة وقدرة الأجهزة الإلكترونية. يمكن تغيير حجم النص بحرية لتزويد المستخدمين باحتياجاتهم الفردية كالوضوح دون إفساد نسق التنسيق. قد يبقى الترتيب العام للمحتوى على الشاشة بهذا الشكل دائمًا كما صُمم في الأصل.
قد يتطلب التنسيق الثابت المزيد من مهارات تصميم الجرافيك والفن التصويري، في حين قد يتطلب التنسيق الديناميكي المزيد من مهارات التصميم التفاعلي وإدارة المحتوى بسبب تنوع المحتوى.